# متحف الطب الوطني بإكوادور
يقع متحف الإكوادور الوطني للطب في كيتو، الإكوادور.

## مهمة متحف الطب

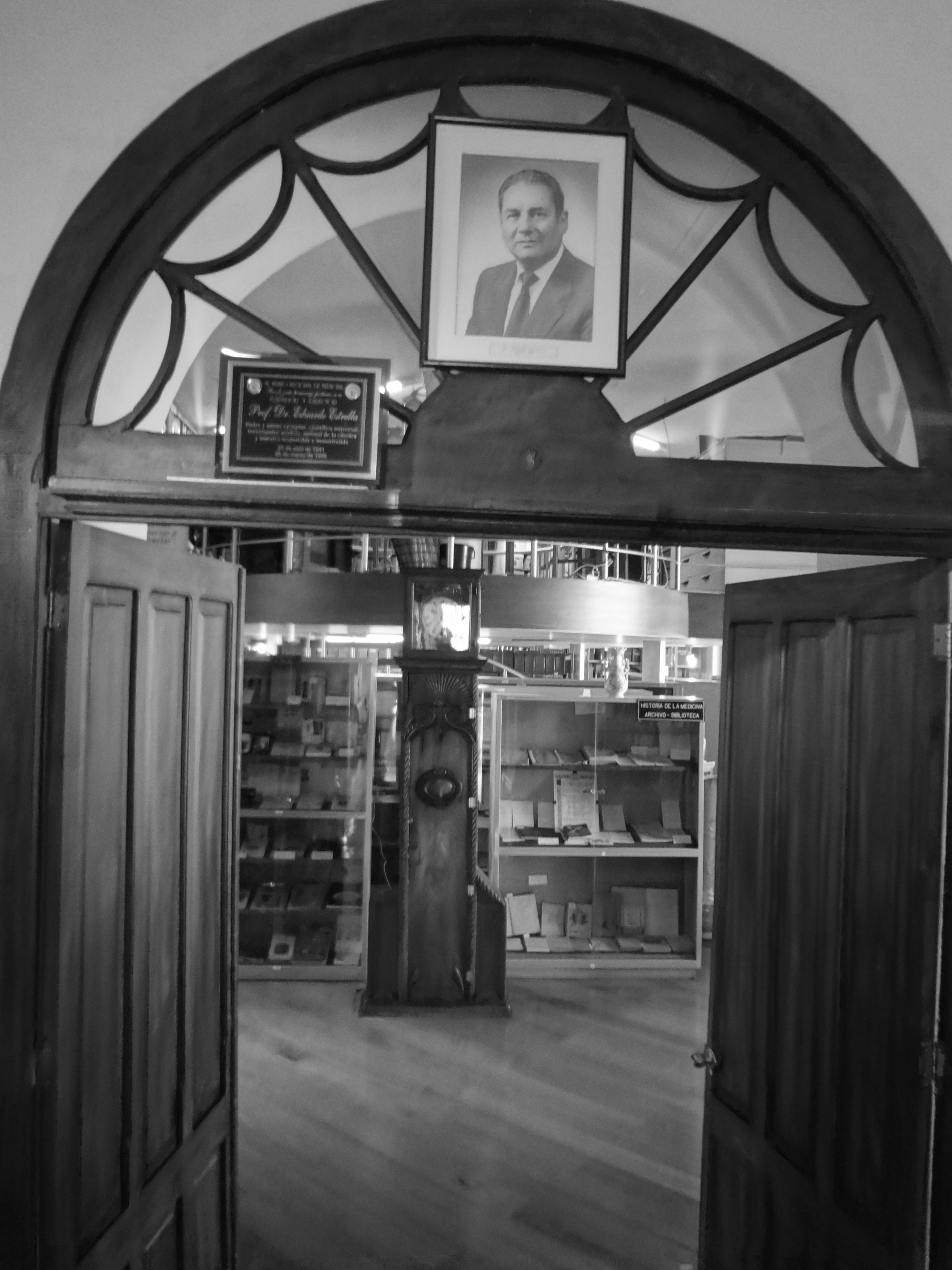
متحف الطب الوطني بإكوادور

أسس الدكتور إدواردو إستريلا المتحف الوطني الإكوادوري للطب في 5 آذار / مارس عام 1982. وكانت مهمة إستريلا هي رسم صورة كاملة عن الطب الطبيعي الأصلي لأمريكا الجنوبية والحفاظ على التراث الإكوادوري. تشمل العناصر الرئيسية للمتحف الأغذية الطبية للسكان الأصليين، والتغذية والصحة، وعلم الآثار الطبية، والنباتات الطبية. يوجد متحف كامل مع المعدات الطبية ترجع لأواخر القرنين السابع عشر والثامن عشر من خلال بداية القرن التاسع عشر مثل المجاهر العتيقة، وزجاجات الطب العتيقة والأدوية والأدوات الطبية ومكتبة كاملة من المعرفة وأسماء النباتات الطبية ف أمريكا الجنوبية.[1]
توجد أيضًا أقسام مخصصة للطب الاستعماري في أمريكا الجنوبية، فضلًا عن إضفاء الطابع المؤسسي على الطب الأكاديمي والمستشفيات والتعليم الطبي.
درس إدواردو إستريلا الطب في جامعة إكوادور المركزية. بعد التخرج، استكمل الدكتور استريلا دراساته العليا في العلاج الإشعاعي في معهد ماساتشوستس للتكنولوجيا في كامبريدج، الولايات المتحدة من عام 1968 إلى 1970، وقد قام بدراساته المتخصصة في الطب النفسي في جامعة نافارا، بنبلونة من عام 1970 إلى 1973، في إسبانيا. ترأس أغيري فيما بعد كلية الطب في الجامعة المركزية في إكوادور. حصل الدكتور استريلا على درجة الدكتوراه من الجامعة الكاثوليكية في كيتو في الثمانينات. كان هذا بعد أن اننشرات مؤلفاته في طرق وتاريخ الطب في أمريكا الجنوبية على نطاق واسع.

## الأرشيف
أُنشئت مكتبة الدكتور إدواردو استريلا بالمتحف الوطني للطب لجمع وحماية وتصنيف الوثائق الطبية والإدارية والاقتصادية للمؤسسات الصحية لإكوادور. وتتكون المكتبة من أكثر من 15 صندوقًا وثائقيًا، أي ما يقرب من 000 10 صندوق ومجلد. يقع المتحف والمكتبة في قاعة يوجينيو اسبيخو رقم 5 للمؤتمرات الممرات. يفتح المتحف أبوابه من الاثنين إلى السبت من الساعة 8:30 حتى 3:00 مساء.

## صور من متحف الإكوادور الوطني للطب

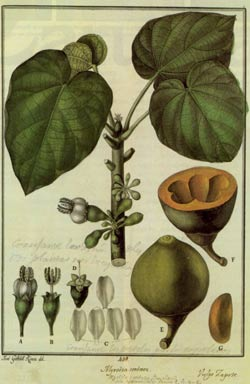
إحدى الرسومات النادرة لبعض النباتات الطبية بالمتحف